# Eleições estaduais em Santa Catarina em 1998
As eleições estaduais em Santa Catarina em 1998 foram realizadas em 4 de outubro, como parte das eleições gerais no Brasil. Os cidadãos aptos a votar elegeram o Presidente da República, o governador e um senador, além de deputados estaduais e federais.
Nas eleições de 1994, Paulo Afonso Vieira furou uma fila de políticos tradicionais – inclusive no próprio partido – e chegou ao governo do Estado com apenas 37 anos. O peemedebista era fiscal de carreira da Secretaria da Fazenda, havia cumprido um mandato como deputado estadual e disputou duas vezes o cargo de governador em eleições que pareciam perdidas e, por isso, afugentaram os caciques. Na segunda tentativa, em 1994, surpreendeu a favorita Ângela Amin (na época PPR, atual PP) e venceu no segundo turno.
A euforia do governo que prometia promover uma política municipalista e que construiu uma ligeira maioria parlamentar durou cerca de dois anos. A segunda metade do mandato de Paulo Afonso foi de crise permanente até o dia 8 de outubro de 1997, quando o governador escapou de um processo de impeachment na Assembleia Legislativa. Precisava de 13 dos 40 votos para continuar no mandato. Recebeu 14. Continuou no antigo Palácio de Governo, em frente à Praça Tancredo Neves, até o fim de um mandato que ficou marcado pela polêmica emissão de títulos públicos que motivou o pedido de impeachment, pelo constante atraso de salários do funcionalismo e pela derrota para Esperidião Amin (PPB) ainda em primeiro turno na tentativa de reeleger-se em 1998.

## Abertura de processo de impeachment de Paulo Afonso
Em 1997, o governo Paulo Afonso enfrentou uma grave crise política, motivada pela denúncia feita no final de 1996 pelo então senador Vilson Kleinübing (PFL), que acusou Paulo Afonso de haver emitido irregularmente, na época em que era titular da pasta da Fazenda, 605 milhões de reais em títulos públicos para o pagamento de dívidas judiciais do governo (precatórios). Essa e outras denúncias — envolvendo também os governadores Miguel Arraes (PSB), de Pernambuco, e Divaldo Suruagy (PMDB), de Alagoas — levaram à instalação, em novembro de 1996, de uma Comissão parlamentar de inquérito (CPI), no Congresso Nacional, para apurar irregularidades na emissão e negociação de títulos estaduais entre 1995 e 1996. Os trabalhos da CPI dos Precatórios desvendaram parte de um complexo esquema montado por corretoras de valores, com a conivência de governos estaduais e prefeituras, para ganhar milhões de reais às custas dos cofres públicos. 
No entanto, foi em Santa Catarina que a questão ganhou contornos mais nítidos de disputa política regional. O empenho dos dois senadores catarinenses — Kleinübing, do PFL, e Esperidião Amin, agora no Partido Progressista Brasileiro (PPB), agremiação surgida em agosto de 1995 a partir da fusão do PPR com o PP — nas investigações denunciava a estratégia oposicionista para desestabilizar o governo do PMDB que, com apoio das forças progressistas do estado, configurava-se o principal obstáculo à hegemonia das tradicionais oligarquias políticas catarinenses.[parcial?] No início de 1997, o PFL, que havia apoiado Paulo Afonso no segundo turno das eleições de 1994 e ocupava algumas secretarias do governo, recompôs sua aliança com o PPB e, retirando-se do governo, passou a exigir na Assembléia Legislativa o impeachment do governador.
Por solicitação da seção catarinense da Ordem dos Advogados do Brasil (OAB), o processo contra Paulo Afonso Vieira foi instalado na Assembléia, mas acabou sendo definitivamente arquivado no dia 8 de outubro, quando a maioria dos deputados negou apoio à deposição do governador. Porém, em julho de 1999, a Justiça colocou os bens de Paulo Afonso em indisponibilidade, por conta da questão dos precatórios.

## Resultado da eleição para governador
| Candidatos a Governador do estado | Candidatos a Vice-Governador | Número | Coligação                                                                                 | Votação   | Percentual |
| --------------------------------- | ---------------------------- | ------ | ----------------------------------------------------------------------------------------- | --------- | ---------- |
| Esperidião Amin PPB               | Paulo Bauer PFL              | 11     | Mais Santa Catarina (PPB, PFL, PSDB, PTB, PL, PAN, PGT, PRN, PRTB, PSDC, PSL, PST, PTdoB) | 1.429.982 | 58,92%     |
| Paulo Afonso Vieira PMDB          | Arnaldo Schmitt PMDB         | 15     | —                                                                                         | 561.155   | 23,12%     |
| Milton Mendes PT                  | Ricardo Baratieri PDT        | 13     | Frente Popular (PT, PDT, PSB, PPS, PCdoB, PCB, PMN, PSN)                                  | 386.332   | 15,92%     |
| Joaninha de Oliveira Johnson PSTU | César Pacheco PSTU           | 16     | —                                                                                         | 24.330    | 1,00%      |
| Rogério Portanova PV              | Stênio Vieira PV             | 43     | —                                                                                         | 18.588    | 0,77%      |
| Carlos Alberto Machado PSC        | Antônio Bittencourt PSC      | 20     | —                                                                                         | 6.420     | 0,26%      |

## Resultado da eleição para senador
| Candidatos a Senador da República | Candidatos a Suplente de Senador             | Número | Coligação                                                                                 | Votação   | Percentual |
| --------------------------------- | -------------------------------------------- | ------ | ----------------------------------------------------------------------------------------- | --------- | ---------- |
| Jorge Bornhausen PFL              | Vasco Furlán PPB Aristorídes Stadler PPB     | 25     | Mais Santa Catarina (PPB, PFL, PSDB, PTB, PL, PAN, PGT, PRN, PRTB, PSDC, PSL, PST, PTdoB) | 1.087.512 | 47,79%     |
| Valdir Colatto PMDB               | Vilibio Pereira PMDB Haroldo Neitzke PMDB    | 15     | —                                                                                         | 580.437   | 25,51%     |
| Sérgio Grando PPS                 | Manoel Dias PDT Libera Sachet PDT            | 23     | Frente Popular (PT, PDT, PSB, PPS, PCdoB, PCB, PMN, PSN)                                  | 521.351   | 22,91%     |
| Luiz Carlos Baretta PV            | Hilton Borba PV Francisco Souza PV           | 43     | —                                                                                         | 27.793    | 1,22%      |
| Gilmar Salgado PSTU               | Iara Machado PSTU Carlos Rogério Müller PSTU | 16     | —                                                                                         | 25.409    | 1,12%      |
| Marcos Roza PSD                   | Evaldino Leite PSD Roberto Martins PSD       | 41     | —                                                                                         | 18.647    | 0,82%      |
| João Mendes PSC                   | Idevan Alves PSC Ivone Mateus PSC            | 20     | —                                                                                         | 14.270    | 0,63%      |

## Deputados federais eleitos
São relacionados os candidatos eleitos com informações complementares da Câmara dos Deputados.

Representação eleita
  PPB: 4
  PMDB: 4
  PFL: 3
  PT: 2
  PDT: 2
  PSDB: 1

| Número | Deputados federais eleitos | Partido | Votação | Percentual | Cidade onde nasceu | Unidade federativa |
| 1130   | Hugo Biehl                 | PPB     | 91.815  | 3,92%      | Piratuba           | Santa Catarina     |
| 1112   | Leodegar Tiscoski          | PPB     | 83.622  | 3,57%      | Sombrio            | Santa Catarina     |
| 1122   | Eni Voltolini              | PPB     | 82.418  | 3,52%      | Corupá             | Santa Catarina     |
| 2580   | Gervásio Silva             | PFL     | 79.791  | 3,41%      | São José           | Santa Catarina     |
| 2511   | Antônio Carlos Konder Reis | PFL     | 75.497  | 3,23%      | Itajaí             | Santa Catarina     |
| 1111   | João Pizzolatti            | PPB     | 75.144  | 3,21%      | Blumenau           | Santa Catarina     |
| 2555   | Paulo Gouvêa               | PFL     | 72.804  | 3,11%      | Cachoeira do Sul   | Rio Grande do Sul  |
| 1598   | João Batista Matos         | PMDB    | 56.226  | 2,40%      | Ituporanga         | Santa Catarina     |
| 1312   | Carlito Merss              | PT      | 53.608  | 2,29%      | Porto União        | Santa Catarina     |
| 1555   | Edison Andrino             | PMDB    | 50.386  | 2,15%      | Florianópolis      | Santa Catarina     |
| 1333   | Luci Choinacki             | PT      | 48.737  | 2,08%      | Descanso           | Santa Catarina     |
| 1210   | Serafim Venzon             | PDT     | 47.945  | 2,05%      | Botuverá           | Santa Catarina     |
| 4578   | Vicente Caropreso          | PSDB    | 47.890  | 2,05%      | Blumenau           | Santa Catarina     |
| 1515   | Edinho Bez                 | PMDB    | 46.352  | 1,98%      | Gravatal           | Santa Catarina     |
| 1236   | Fernando Coruja            | PDT     | 46.136  | 1,97%      | Lages              | Santa Catarina     |
| 1567   | Renato Vianna              | PMDB    | 45.043  | 1,92%      | Blumenau           | Santa Catarina     |

## Deputados estaduais eleitos
Na disputa pelas quarenta cadeiras da Assembleia Legislativa de Santa Catarina.

Representação eleita
  PPB: 10
  PMDB: 10
  PFL: 9
  PT: 5
  PSDB: 3
  PDT: 2
  PTB: 1

| Número | Deputados estaduais eleitos | Partido | Votação | Percentual | Cidade onde nasceu | Unidade federativa |
| 25123  | Paulo Bornhausen            | PFL     | 61.254  | 2,46%      | Blumenau           | Santa Catarina     |
| 25100  | Cesar Souza                 | PFL     | 48.493  | 1,94%      | Rio do Sul         | Santa Catarina     |
| 11222  | Gilmar Knaesel              | PPB     | 36.986  | 1,48%      | Pomerode           | Santa Catarina     |
| 11233  | Reno Caramori               | PPB     | 35.136  | 1,41%      | Getúlio Vargas     | Rio Grande do Sul  |
| 15220  | Herneus de Nadal            | PMDB    | 34.313  | 1,38%      | Palmitos           | Santa Catarina     |
| 25210  | Adelor Vieira               | PFL     | 33.299  | 1,34%      | Blumenau           | Santa Catarina     |
| 25456  | Wilson Wan-Dall             | PFL     | 32.811  | 1,32%      | Gaspar             | Santa Catarina     |
| 25200  | Onofre Agostini             | PFL     | 30.553  | 1,23%      | Ipê                | Rio Grande do Sul  |
| 25211  | João Macagnan               | PFL     | 30.471  | 1,22%      | Água Doce          | Santa Catarina     |
| 25222  | Ciro Roza                   | PFL     | 29.848  | 1,20%      | Blumenau           | Santa Catarina     |
| 11135  | Lício Mauro da Silveira     | PPB     | 29.723  | 1,19%      | Joinville          | Santa Catarina     |
| 25777  | Nilson Gonçalves            | PFL     | 29.423  | 1,18%      | Curitiba           | Paraná             |
| 25999  | Heitor Sché                 | PFL     | 29.334  | 1,18%      | Rio do Sul         | Santa Catarina     |
| 11211  | Milton Sander               | PPB     | 28.884  | 1,16%      | Chapecó            | Santa Catarina     |
| 15270  | Romildo Titon               | PMDB    | 28.834  | 1,16%      | Tangará            | Santa Catarina     |
| 15104  | Narcizo Parisotto           | PMDB    | 27.335  | 1,10%      | Concórdia          | Santa Catarina     |
| 45123  | Jorginho Mello              | PSDB    | 26.825  | 1,08%      | Ibicaré            | Santa Catarina     |
| 15010  | Rogério Peninha             | PMDB    | 25.044  | 1,00%      | Nova Trento        | Santa Catarina     |
| 13200  | Neodi Saretta               | PT      | 24.862  | 1,00%      | Jaborá             | Santa Catarina     |
| 15144  | Gelson Sorgato              | PMDB    | 24.685  | 0,99%      | Antônio Prado      | Rio Grande do Sul  |
| 11223  | Joares Ponticelli           | PPB     | 24.557  | 0,98%      | Pouso Redondo      | Santa Catarina     |
| 11271  | Ivan Ranzolin               | PPB     | 24.471  | 0,98%      | Lages              | Santa Catarina     |
| 11113  | Odete de Jesus              | PPB     | 24.305  | 0,97%      | União da Vitória   | Paraná             |
| 11245  | Odacir Zonta                | PPB     | 23.869  | 0,96%      | Encantado          | Rio Grande do Sul  |
| 13111  | Volnei Morastoni            | PT      | 23.711  | 0,95%      | Rio do Sul         | Santa Catarina     |
| 15157  | Manoel Mota                 | PMDB    | 22.919  | 0,92%      | Araranguá          | Santa Catarina     |
| 15194  | Luiz Roberto Herbst (Beto)  | PMDB    | 22.380  | 0,90%      | Mafra              | Santa Catarina     |
| 13133  | Pedro Uczai                 | PT      | 22.083  | 0,89%      | Descanso           | Santa Catarina     |
| 15109  | Ronaldo Benedet             | PMDB    | 21.815  | 0,87%      | Criciúma           | Santa Catarina     |
| 13613  | Francisco de Assis Nunes    | PT      | 21.677  | 0,87%      | Imaruí             | Santa Catarina     |
| 15140  | Ivo Konell                  | PMDB    | 21.151  | 0,85%      | Jaraguá do Sul     | Santa Catarina     |
| 11166  | Valmir Comin                | PPB     | 20.918  | 0,84%      | Siderópolis        | Santa Catarina     |
| 11666  | Nelson Goetten              | PPB     | 20.359  | 0,82%      | Taió               | Santa Catarina     |
| 15180  | Moacir Sopelsa              | PMDB    | 19.484  | 0,78%      | Concórdia          | Santa Catarina     |
| 13123  | Ideli Salvatti              | PT      | 15.676  | 0,63%      | São Paulo          | São Paulo          |
| 12234  | Jaime Mantelli              | PDT     | 15.597  | 0,63%      | Chapecó            | Santa Catarina     |
| 12222  | Afonso Spaniol              | PDT     | 15.291  | 0,61%      | Itapiranga         | Santa Catarina     |
| 45623  | Jaime Duarte                | PSDB    | 13.277  | 0,53%      | Orleans            | Santa Catarina     |
| 45611  | João Rosa                   | PSDB    | 12.924  | 0,52%      | Ponte Alta         | Santa Catarina     |
| 14292  | Sandro Tarzan               | PTB     | 12.309  | 0,49%      | São Joaquim        | Santa Catarina     |